# Singapore
För andra betydelser, se Singapore (olika betydelser).
Singapore, formellt Republiken Singapore, är en önation och stadsstat i Sydostasien (ibland benämns staden Singapore City). Det är Asiens näst minsta land. Singapore är en republik vid Malackahalvöns sydspets (skild från Malacka genom Johoresundet). Singapore saknar landgräns men har havsgräns till Malaysia i norr (via Johoresundet) och till Indonesien i syd och sydväst (via Singaporesundet). Singapore ligger cirka 137 kilometer norr om ekvatorn.
Flera forntida hamnstäder har legat på platsen, som under historiens gång har tillhört flera imperier. Singapore var, när det koloniserades av Storbritannien på 1800-talet, en malajisk fiskeby. Det ockuperades under andra världskriget av Japan och var senare del av sammanslagningen som upprättade Federationen Malaysia. När Singapore  blev självständigt hade landet en världsledande hamn och ställning som regionalt kommersiellt centrum. Det var ett utvecklingsland men hade Östasiens högsta levnadsstandard efter Japan. Dock fanns få naturresurser och landet var sociopolitiskt instabilt. Utländska investeringar och snabb statsstyrd industrialisering har sedan dess skapat en ekonomi som baseras på export av elektronik och tillverkade varor; merparten av denna export sker ur Port of Singapore som är världens aktivaste hamnsystem.
Enligt det livskvalitetsindex som sammanställs av Economist Intelligence Unit har Singapore den näst högsta levnadsstandarden i Asien efter Hong Kong, och rankas även som 2:a i världen (2019). I FN:s mer kända Human Development Index (HDI) kom Singapore på 9:e plats för år 2018, vilket var näst högst i Asien. Mätt med BNP justerat för köpkraftspartiet per capita är Singapore det 3:e rikaste landet i världen. Den jämförelsevis höga rankningen hos Economist Intelligence Unit avspeglar den vikt som detta index lägger vid stabilt familjeliv och låga nivåer av brottslighet.
Mer än 90 % av Singapores befolkning bor i bostadsområden som uppförts av Housing Development Board och nära hälften använder kollektivtrafik dagligen. Tack vare ansträngningar att kontrollera motortrafik, bibehållande av naturlig grönska, strikt reglering av industrianläggningars lägen och utsläpp, samt andra miljövänliga åtgärder – på regerings- och privat nivå – har Singapore lyckats kontrollera sina utsläppsnivåer inom de standarder som Världshälsoorganisationen har satt.
Singapores författning upprättade staten som en representativ demokrati. Singapore förde till en början en demokratiskt socialistisk politik med inriktning på välfärdsstat. Singapores regering har dock med tiden blivit mer konservativ än vid republikens grundande. Singapore kritiseras för att, på grund av dess politiska system med ett dominerande parti, vara en begränsad demokrati.[källa behövs]

## Historia
Namnet Singapore härrör från de malajiska orden singa (lejon) och pura (stad), vilka i sin tur kommer från sanskritorden सिंह, siṃha, och पुर, pura. Därför är Singapore också känt som Lejonstaden. Namngivningen tillskrivs en prins vid namn Sang Nila Utama, som enligt folktraditionen som första levande varelsen på ön såg ett lejon och därför valde att kalla den Singapura.
De första källorna som nämner Singapore är kinesiska texter från 200-talet e.Kr. Ön var en utpost till Srivijayariket på Sumatra och hade ursprungligen det javanesiska namnet Temasek (vilket betyder havsstad). Temasek framträdde som en betydande handelsstad, men minskade senare i betydelse. Det finns få lämningar av det gamla Temasek i Singapore, men arkeologer har hittat belägg för civilisationen, samt för andra bosättningar. Mellan 1500-talet och det tidiga 1800-talet var Singapore en del av Sultanatet Johor. Under de malajisk-portugisiska krigen 1613, tände portugisiska soldater eld på Singapore.

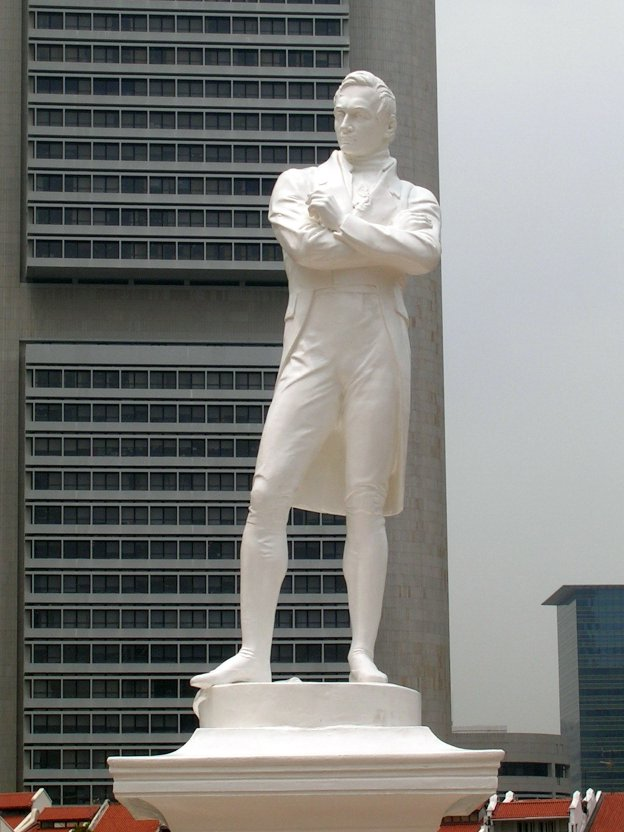
Staty föreställande Thomas Stamford Raffles av Thomas Woolner, rest på den plats där han först landsteg på Singapore. Han betraktas som grundaren av det moderna Singapore.

År 1819 undertecknade Sir Thomas Stamford Raffles, en tjänsteman vid Brittiska Ostindiska Kompaniet, ett fördrag med sultanen av Johor; han upprättade också Singapore som handelsplats. Singapore växte genast och olika etniska grupper började invandra. Singapore blev senare en brittisk kronkoloni 1867. Efter ett antal koloniala territorieutvidgningar höjde Brittiska imperiet, på grund av dess strategiska läge vid de välanvända handelsrutterna som förband Europa med Kina, Singapores status till att bli en transitohamnstad.
Under andra världskriget invaderade, i slaget om Malackahalvön, den Kejserliga japanska armén Brittiska Malaya och det omkringliggande området, som kulminerade i slaget om Singapore. Britterna var oförberedda och blev, trots att de hade fler soldater, snabbt besegrade. De kapitulerade till japanerna den 15 februari 1942. Japanerna döpte om Singapore till Shōnan-tō (昭南島), japanska för "Ljusa söder-ön", och ockuperade till dess att britterna, en månad efter japanska kapitulationen i september 1945, kom tillbaka och återtog ön.
Singapore blev 1959 en självstyrande stat, med Yusof bin Ishak som första statschef och efter valen 1959 med Lee Kuan Yew från People's Action Party (PAP) som första premiärminister. Efter en folkomröstning 1962 anslöt sig i september 1963 Singapore - tillsammans med Malaya, Sabah och Sarawak - till Federationen Malaysia, som stat med autonoma befogenheter. Singapore uteslöts från federationen den 7 augusti 1965, efter att en ideologisk konflikt utvecklats mellan delstatsregeringen, ledd av PAP, och den federala regeringen i Kuala Lumpur. Singapore fick officiell suveränitet två dagar senare 9 augusti 1965, vilket senare blev Singapores nationaldag. Malaysia var det första landet som erkände Singapore som självständig stat.
Det nya landet hade problem som massarbetslöshet, bostadsbrist samt brist på mark och naturtillgångar såsom petroleum. Samtidigt fanns styrkor som att det hade en världsledande hamn och var ett regionalt kommersiellt centrum. Under Lee Kuan Yews tid som premiärminister från 1959 till 1990 minskade hans administration arbetslösheten, höjde levnadsstandarden och genomförde ett storskaligt bostadsförsörjningsprogram. Landets ekonomiska infrastruktur utvecklades, hotet om raskonflikter eliminerades och ett oberoende försvarssystem upprättades. Singapore utvecklades mot slutet av 1900-talet från ett u-land till ett i-land.
År 1990 efterträdde Goh Chok Tong Lee Kuan Yew som premiärminister. Under hans regeringstid hanterade landet de ekonomiska effekterna av den ekonomiska krisen i Östasien 1997, utbrottet av SARS 2003, samt terroristhot från Jemaah Islamiah (JI). År 2004 blev Lee Hsien Loong, äldste son till Lee Kuan Yew, landets tredje premiärminister.

## Geografi

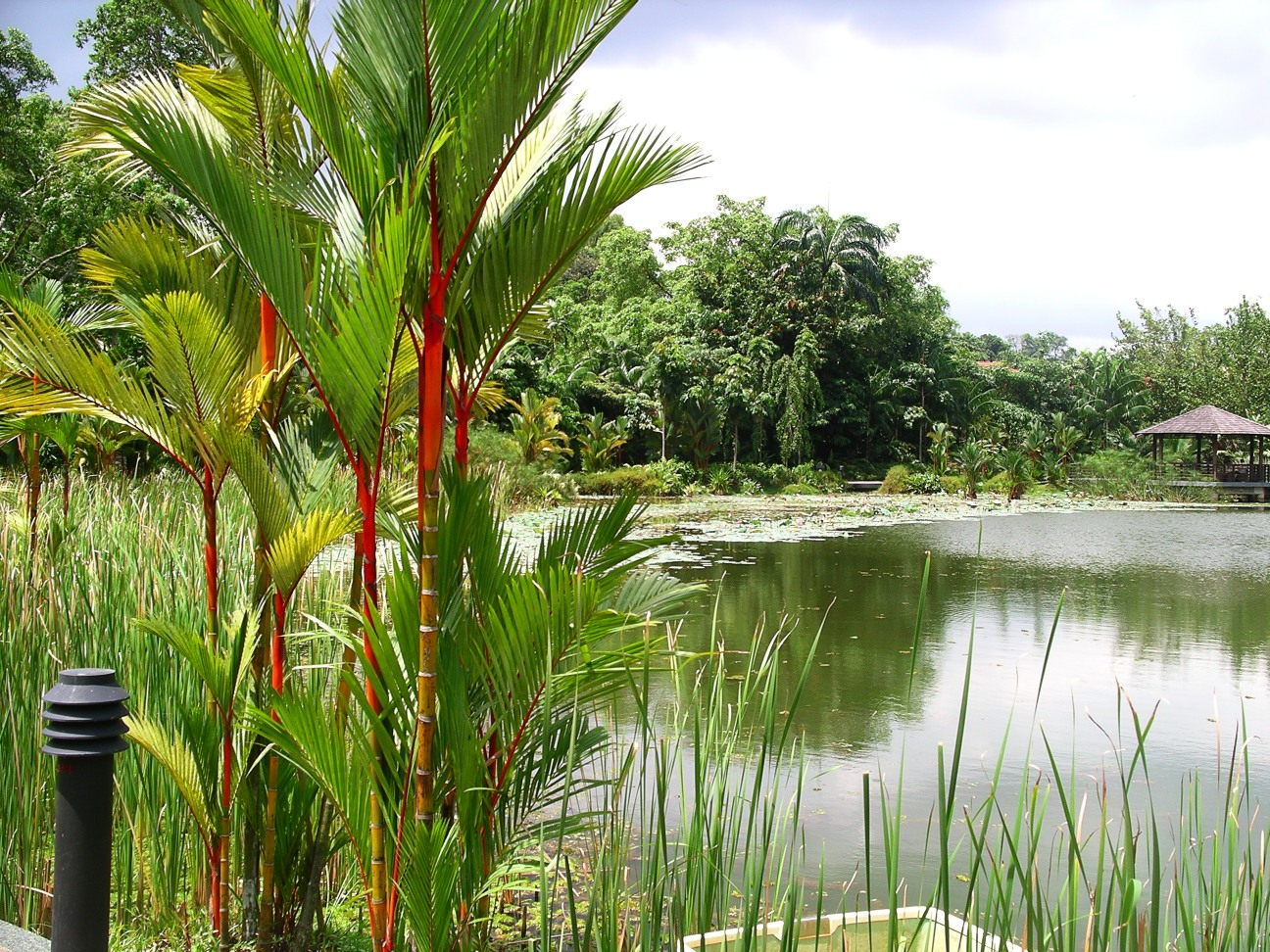
Singapores botaniska trädgård är 52 hektar stor och innehåller en orkidéträdgård med över 3000 arter av orkidéer.

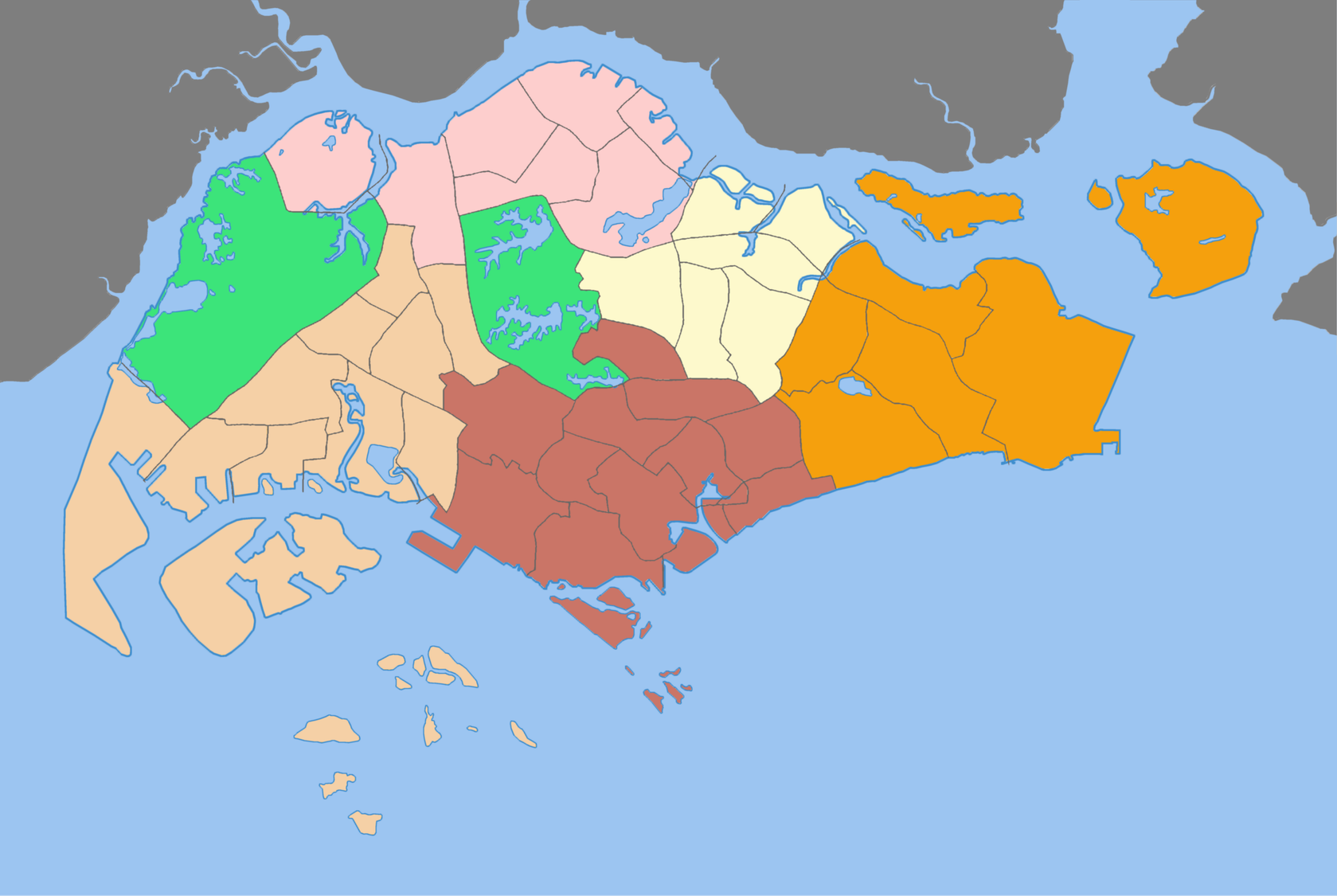
Singapore är indelat i 55 stadsplaneringsområden. De grönmarkerade områdena är naturområden med särskild status.

### Topografi och hydrografi
Singapore består av 63 öar, inklusive huvudön. Det finns två vägar över gränsen till Malaysia, the Johor-Singapore Causeway i norr, och (sedan 1998) the Malaysia-Singapore Second Link i västra Singapore.
De största av Singapores öar är Jurong Island, Pulau Tekong, Pulau Ubin och Sentosa. Den högsta punkten är Bukit Timah (bokstavligt: "tenn-fyndig kulle") med en höjd på 166 meter över havet. Den lägsta punkten är Singapore Strait (havsnivån). Landets största naturtillgång är fisk.
Singapore byggs ut i vattnet med hjälp av land som tas från dess egna kullar, havsbottnen och grannländer. Som resultat av detta växte Singapore från 581,5 km² på 1960-talet till 697,2 km² idag, och kan komma att växa ytterligare 100 km² fram till 2030.
Landets huvudsakliga vattenkälla är, då det inte finns någon tillgång till färskvatten i floder eller sjöar, regnvatten. Regnvatten utgör ungefär 50 % av landets vattenutbud; resten importeras från Malaysia eller består av avsaltat havsvatten. Fler och fler avsaltningsverk byggs för att minska beroendet av import.[källa behövs]

### Klimat
Singapore har ett ekvatorialt tropiskt klimat och saknar distinkta årstider. Dess klimat karaktäriseras av hög värme och luftfuktighet, samt riklig nederbörd. Temperaturen ligger vanligtvis mellan 29 och 34 grader Celsius på dagen och 23 till 27 på natten. Luftfuktigheten är normalt sett dryga 90 % på morgonen och cirka 60 % på eftermiddagen. De lägsta och högsta temperaturerna som någonsin rapporterats är 18,4 °C respektive 37,8 °C.
|                                            | Jan | Feb | Mar | Apr | Maj | Jun | Jul | Aug | Sep | Okt | Nov | Dec |
| ------------------------------------------ | --- | --- | --- | --- | --- | --- | --- | --- | --- | --- | --- | --- |
| Normaldygnets maximitemperaturs medelvärde | 29  | 31  | 31  | 31  | 31  | 31  | 30  | 30  | 30  | 30  | 30  | 30  |
| Normaldygnets minimitemperaturs medelvärde | 23  | 24  | 25  | 25  | 25  | 25  | 25  | 25  | 24  | 25  | 24  | 23  |
|                                            |     |     |     |     |     |     |     |     |     |     |     |     |
| Nederbörd                                  | 221 | 115 | 177 | 161 | 89  | 120 | 117 | 131 | 90  | 218 | 230 | 489 |

| Diagram | temperaturer i °C • månadsnederbörd i mm | temperaturer i °C • månadsnederbörd i mm | temperaturer i °C • månadsnederbörd i mm | temperaturer i °C • månadsnederbörd i mm | temperaturer i °C • månadsnederbörd i mm | temperaturer i °C • månadsnederbörd i mm | temperaturer i °C • månadsnederbörd i mm | temperaturer i °C • månadsnederbörd i mm | temperaturer i °C • månadsnederbörd i mm | temperaturer i °C • månadsnederbörd i mm | temperaturer i °C • månadsnederbörd i mm | temperaturer i °C • månadsnederbörd i mm |
|         | 221 29 23                                | 115 31 24                                | 177 31 25                                | 161 31 25                                | 89 31 25                                 | 120 31 25                                | 117 30 25                                | 131 30 25                                | 90 30 24                                 | 218 30 25                                | 230 30 24                                | 489 30 23                                |

### Växt- och djurliv
Ungefär 23 % av Singapores landområde består, trots den stora urbaniseringen, av skog och naturreservat.
Urbaniseringen har lett till att regnskog avverkats, och den enda ursprungliga regnskog som finns kvar finns kring Bukit Timah. Ett antal parker finns också, som till exempel Singapores botaniska trädgård. 

## Styre och politik

### Författning
Singapore är en republik med ett enkammarparlament. Huvuddelen av den verkställande makten ligger hos kabinettet, som består av ministrar under ledning av Singapores premiärminister. Ämbetet som Singapores president var historiskt endast ceremoniellt, men konstitutionen ändrades 1991 och inrättade ett folkvalt presidentämbete, samt gav presidenten vetorätt över vissa nyckelfrågor, som till exempel användning av nationella reserver och utnämningar till viktiga juridiska poster.
Den lagstiftande makten innehas av parlamentet. Parlamentsval i Singapore sker genom majoritetsval i valkretsar men har kompletterats med bestämmelser om valkretsar med flera kandidater och möjligheter att utnämnda ovalda parlamentsledamöter.

### Administrativ indelning
Singapore är indelat i fem regioner som är underdelade i 55 stadsplaneringsområden.

### Politik
Singapores politik har, sedan landet blev självständigt 1965, dominerats av People's Action Party (PAP). Utländska politiska analytiker och flera oppositionspartier, däribland Workers' Party of Singapore och Singapore Democratic Party (SDP), har hävdat att Singapore är en de facto enpartistat. Många betraktar statsskicket i Singapore som mer auktoritärt än sant demokratiskt. Reportrar utan gränser rankade, i sitt tryckfrihetsindex 2005, Singapore som 140:e av 167 länder. Det har också hävdats att PAP använder censur, gerrymandering av valmyndigheten och stämningar av oppositionen (för förtal) för att hindra deras framgång. Flera tidigare och nuvarande medlemmar av oppositionen, däribland Francis Seow, J.B. Jeyaretnam och Chee Soon Juan, ser Singapores rättsväsen som vänligt sinnat till regeringen och PAP, på grund av avsaknad av maktfördelning. Fastän ingen medlem av PAP har förlorat något förtalsmål i domstol, finns det tre fall då oppositionsledaren Chiam See Tong stämt PAP-medlemmar för förtal och nått en uppgörelse utanför domstol.
Singapore har vad dess regering uppfattar som en mycket framgångsrik och transparent marknadsekonomi. PAP:s politik innehåller vissa drag av socialism. Housing Development Board sköter ett storskaligt bostadsförsörjningsprogram och utbildningen är ett strikt obligatoriskt offentligt system. Regeringskontrollerade företag dominerar den lokala ekonomin. Fastän den är så dominerande har regeringen en ren, korruptionsfri image. Singapore har genomgående värderats som det minst korrumperade landet i Asien och bland de tio mest korruptionsfria länderna i världen av Transparency International.

#### Lista över premiärministrar
|   | Namn            | Ämbetsperiod | Parti                 |
| 1 | Lee Kuan Yew    | 1959–1990    | People’s Action Party |
| 2 | Goh Chok Tong   | 1990–2004    | People’s Action Party |
| 3 | Lee Hsien Loong | 2004–2024    | People’s Action Party |
| 4 | Lawrence Wong   | 2024–        | People’s Action Party |

### Rättsväsen
Fastän Singapores lagar är ärvda från brittiska och Brittiska Indiens lagar har PAP också genomgående avvisat liberala demokratiska värden, som det klassar som västliga, och hävdar att det inte finns en likadan modell för en demokrati över hela världen. Lagar som begränsar yttrandefriheten rättfärdigas av att man hävdar att de ska hejda uttalanden som kan skapa osämja inom Singapores multietniska och mångreligiösa samhälle. Exempelvis dömdes tre bloggare i september 2005 för uppvigling för att de hade postat påstått rasistiska kommentarer om minoriteter. Vissa brott kan leda till stora böter eller prygel och det finns dödsstraff för mord och narkotikahandel. Amnesty International har kritiserat Singapore för att ha "möjligen den högsta andelen avrättningar i världen" per capita. Singapores regering hävdade att det inte finns någon internationell konsensus om dödsstraffets lämplighet och att Singapore har sin suveräna rätt att bestämma sitt eget rättssystem och utdöma dödsstraff för de allvarligaste brotten. Mer nyligen har dock PAP-regeringen lättat lite på sin socialkonservativa politik och inrättat en "feedbackenhet" för att uppmuntra medborgare att ge sina synpunkter på politik och offentliga tjänster.[källa behövs]

### Försvar

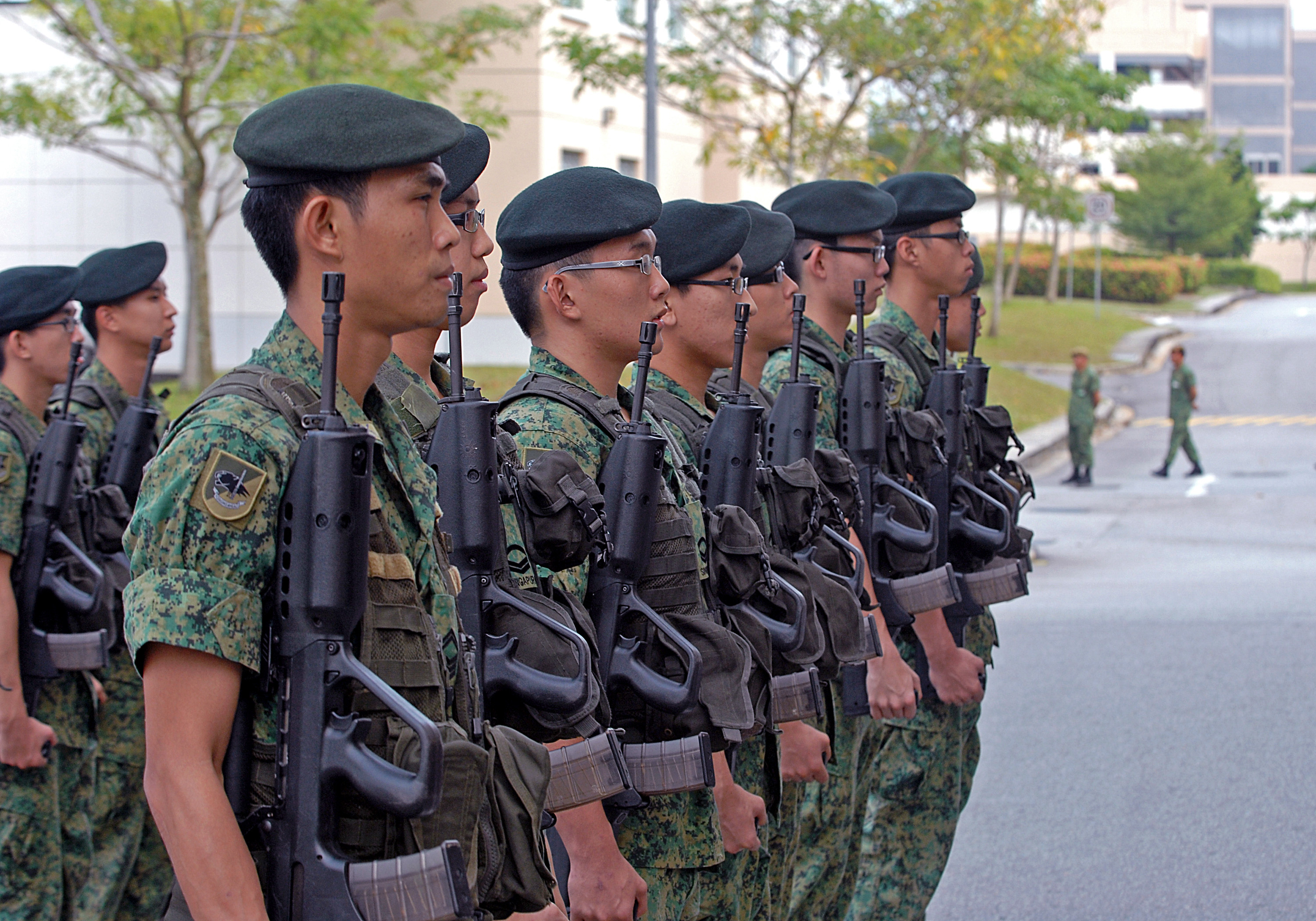
Hedersvakt från Singapores armé.

Försvarsmakten i Singapore är uppdelad i tre grenar: armén, flottan och flygvapnet. Den senaste tiden har landet även utvecklat sitt försvar mot terrorism. Alla grenar av försvaret är mycket välutvecklade och högteknologiska. Militärtjänsten är obligatorisk för alla män från 18 års ålder och omfattar 2 års första tjänstgöring och 10 år i reserven med 21-40 dagars tjänstgöring varje år. Reserven omfattar omkring 300 000 man.
Singapore har anammat begreppet totalförsvar, vilket innebär att hela försvaret ses som bestående av fem delar.
- Militärt försvar
- Civilt försvar - första hjälp- och räddningsverksamhet samt evakueringsplaner
- Ekonomiskt försvar - uppbyggnad av en robust ekonomi som kan stå emot hot
- Socialt försvar - harmoni mellan olika folkgrupper i landet
- Psykologiskt försvar - upprätthållandet av patriotism och lojalitet mot hemlandet

Singapore har deltagit i FN:s fredsbevarande uppdrag i Kosovo, Kuwait och Östtimor, och var även del av den multinationella styrkan i Irak.

## Ekonomi och infrastruktur

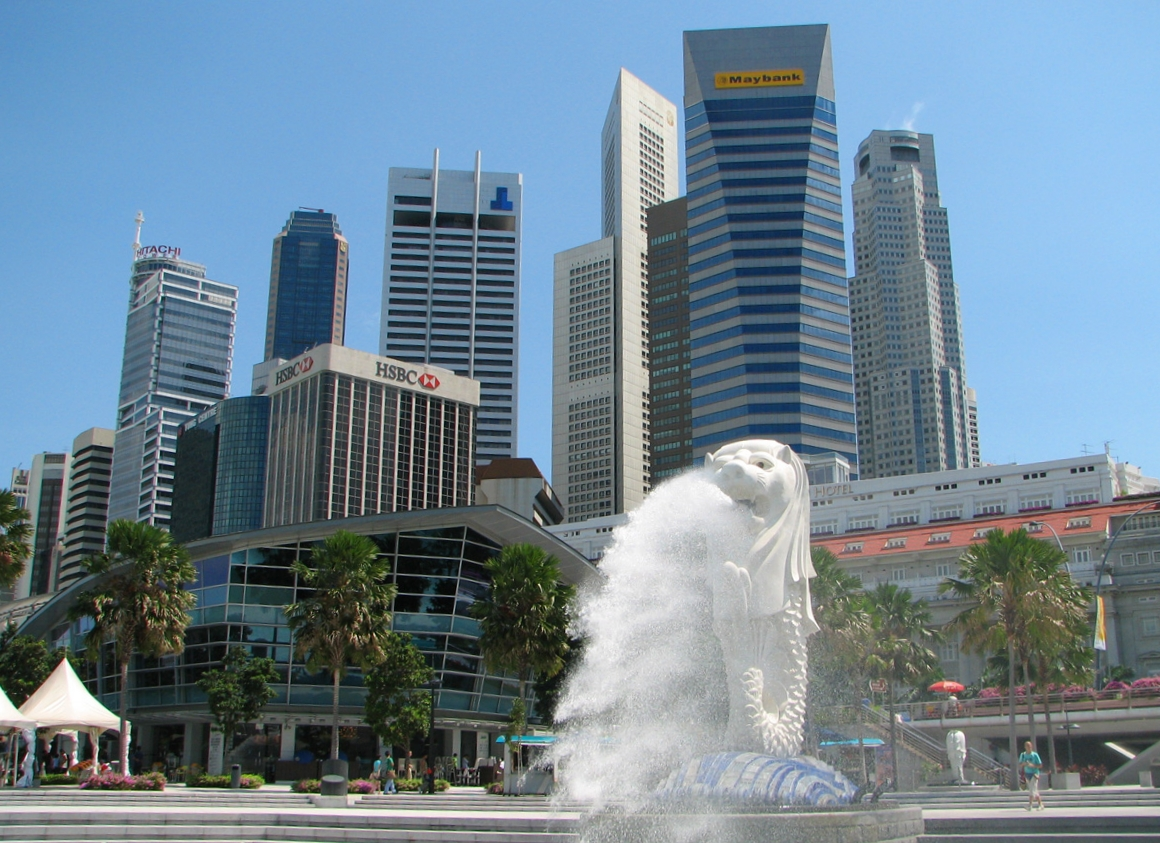
Merlion är en av de mest kända turistattraktionerna i Singapore.

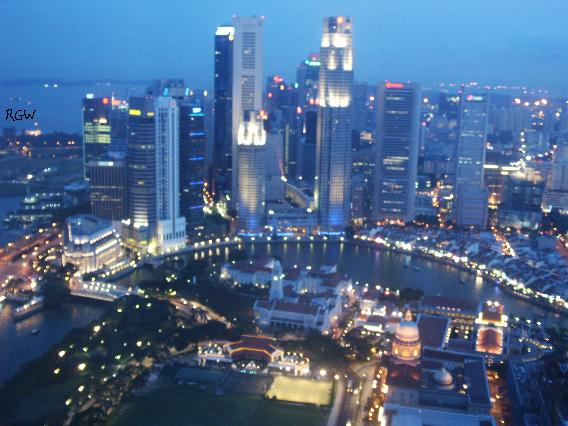
Central Area är det centrala affärsdistriktet i Singapore och platsen där Singapores börs ligger.

Singapore har en högt utvecklad marknadsekonomi, och anses ofta vara ett i-land. Det ligger på 25:e plats på FN:s HDI-index som mäter levnadsstandard, och på andra plats i Index of Economic Freedom. Fastän Singapores BNP per capita är en av de högsta i världen är den inhemska efterfrågan relativt låg på grund av befolkningens ringa storlek.[källa behövs]
Ekonomin är kraftigt beroende av export av produkter som först importerats och sedan förädlats. Detta är en sorts utvidgad transitohandel, särskilt inom tillverkningsindustrin.[källa behövs] År 2001 orsakade en global recession och nedgång i teknologisektorn att BNP minskades med 2,2 %. The Economic Review Committee (ERC), som upprättats i december 2001, rekommenderade flera politiska förändringarna för att återvitalisera ekonomin. Singapore har sedan dess återhämtat sig från recessionen, till stor del på grund av förbättringar i världsekonomin. Singapores egen ekonomi växte med 8,3 % 2004 och 6,4 % 2005. I det långa loppet hoppas regeringen på att utveckla en ny väg till tillväxt som blir mindre sårbar för omvärldens affärscykel än den nuvarande exportledda modellen. Regeringen kommer dock knappast att överge försöken att etablera Singapore som Sydostasiens finansiella och högteknologiska centrum. BNP per capita 2005 var US$26 833 och arbetslösheten låg på 2,9 % i juni 2006, en ökning från 2,5 % i januari samma år. 81 500 nya arbetstillfällen skapades från januari till juli 2006, det högsta antalet på ett årtionde inom en halvårsperiod.[källa behövs]
Singapore införde en skatt på varor och tjänster med en första nivå på 3 % den 1 april 1994. Detta har avsevärt ökat statens inkomster och stabiliserat de statliga finanserna. Regeringen har använt inkomster från denna skatt till att omorientera ekonomin för att minska beroendet av elektroniktillverkning. Skattesatsen höjdes till 4 % 2003 och till 5 % 2004.

### Näringsliv

#### Industri
Tillverkningsindustrin stod för omkring 28 % av BNP 2005. Tillverkningen är varierad och sker inom elektronik, kemiska produkter, maskiner och biomedicin. Tillsammans med Hongkong, Sydkorea och Taiwan kom Singapore att räknas till de fyra första "östasiatiska tigerekonomierna" tack vare dess snabba industrialisering.[källa behövs]

#### Turism
Singapore är ett populärt resmål och turism är en av landets största näringar. År 2005 besökte totalt 9,05 miljoner turister Singapore. En stor del av landets dragningskraft kan tillskrivas dess kulturella mångfald som avspeglar nästan 200 år av kolonial historia med invandring av kinesiska, malajiska, indiska, eurasiska och arabiska grupper. Orchard Road-distriktet, som domineras av shoppingcentrum och hotell i många våningar, är turismens centrum i Singapore. Bland andra populära turistmål finns Singapore Zoo och turistön Sentosa. För att dra till sig fler turister beslöt regeringen 2005 att legalisera hasardspel och tillåta två kasinon.

## Befolkning

### Demografi

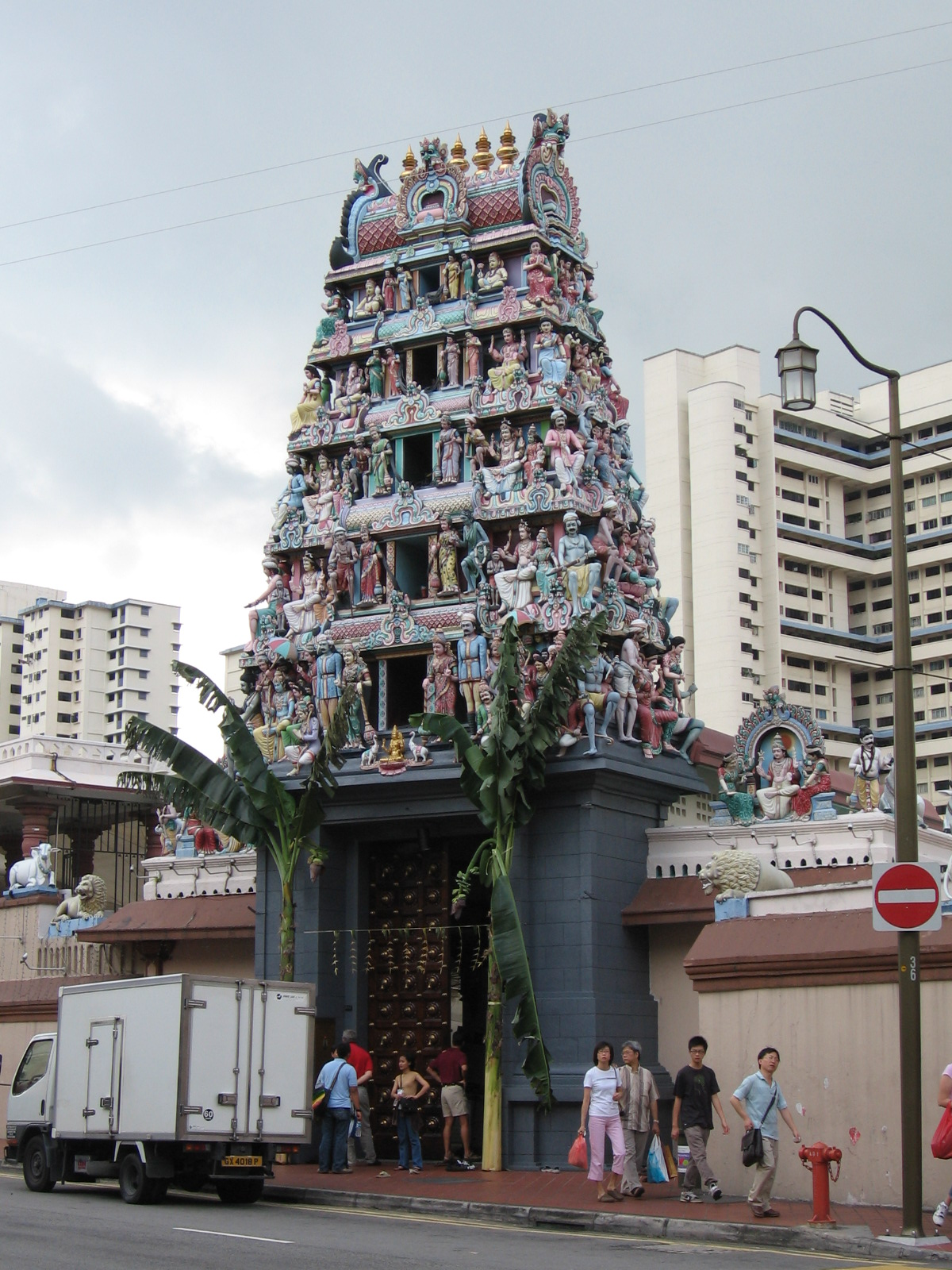
Sri Mariamman-templet, som byggdes 1843, är det största hinduiska templet i Singapore. Det är också en av många religiösa byggnader märkta som nationella monument på grund av sina historiska värden.

Befolkningens medianålder var 2021 42,5 år och ökande. Efter två årtionden av en framgångsrik politik för familjeplanering står Singapore nu inför hotet om en åldrande befolkning med sjunkande födelsetal. Regeringen uppmuntrar invånarna att skaffa fler barn genom att erbjuda ekonomiska fördelar för det första till fjärde barnet i varje familj.

#### Urbanisering
Singapore är det näst mest tätbefolkade självständiga landet i världen (efter Monaco). totalt 84 procent av invånarna bor i offentligägda bostäder som tillhandahålls av Housing and Development Board (HDB).
Storstadsområdet var förr koncentrerat till landets södra del, medan resten av landet var regnskog eller användes till jordbruk. Sedan 1960-talet har dock regeringen i landet byggt nya städer i utanförliggande områden, vilket resulterat i ett storstadsområde som täcker större delen av landet, även om Central Area i södra delen - som är landets ursprungliga centrum - fortfarande är det mest tättbebyggda. Myndigheten som planerar stadsbyggnationen i Singapore har publicerat en utvecklingsplan som detaljerat visar vilka områden som tillhör vilka av de 55 storstadsområdena.

#### Minoriteter
Den permanenta befolkningen bestod 2024 i huvudsak av tre etniska grupper. Den största gruppen, cirka 75 procent, var kineser. Malajer, med ursprung i Malaysia eller Indonesien, utgjorde cirka 13 procent av befolkningen. Människor från Indien och andra delar av Sydasien, inklusive Myanmar, utgjorde ungefär 9 procent. Därutöver fanns en mindre andel, cirka 3 procent, som tillhörde andra etniska grupper, såsom eurasier, kaukasier, japaner, filippinare och vietnameser. Etnisk tillhörighet baseras på självidentifiering och kategoriseras huvudsakligen som kineser, malajer, indier eller övriga.

### Språk
Singapores nationella språk är malajiska av historiska anledningar, och det språket används i nationalsången, "Majulah Singapura". De officiella språken är engelska, mandarin, malajiska och tamil. Engelska har lanserats som landets administrativa språk sedan självständigheten, och det talas av majoriteten av befolkningen. De flesta offentliga skyltar och officiella publikationer är på engelska, men det finns också översatta versioner på de andra officiella språken.[källa behövs] De flesta kineser är talare av mandarin eller kantonesiska men regeringen har satt i gång en kampanj för att propagera för mandarin som gemensamt språk för den kinesiska befolkningsgruppen.

### Religion
Singapore är ett mångreligiöst land, främst genom sitt läge på en av världens större transportvägar. Mer än 40 % av invånarna är anhängare av buddhismen. Den stora procentsatsen kan bero på att man inte skiljer mellan daoism och buddhism; daoism, konfucianism, buddhism och anfaderskult smälts samman till en enda religion av större delen av den kinesiska befolkningen.[källa behövs]
De flesta muslimerna är malajer. Kristendomen i Singapore består av katolicism och olika protestantiska riktningar och omfattas av omkring 14 % av befolkningen. Några andra religioner är sikhism, hinduism och baha'i, som främst har anhängare bland personer av indisk härkomst.
Regeringen i Singapore har ansträngt sig att upprätthålla etnisk harmoni efter att etniskt motiverade upplopp utbröt under 1960-talet. Man har betonat harmoni mellan olika folkgrupper i alla delar av samhället, däribland utbildning, militären och boendet. Denna politik har än så länge till stor del varit framgångsrik, och få tecken på etniska spänningar har synts sedan början av 1970-talet.[källa behövs]

## Kultur

### Sport
Singapore har inte så många kända idrottsutövare, vilket främst beror på landets storlek. Olympiska medaljer har landet tre stycken. Tan Howe Liang vann silver i tyngdlyftning i Rom 1960, andra medaljen kom i Peking 2008 då Li Jiawei (reserv), Feng Tianwei och Wang Yuegu vann dubbel i bordtennis. Första guldet kom 2016 då Joseph Schooling vann guld i 100 fjärilsim. Formel 1-loppet Singapores Grand Prix körs årligen på stadsbanan Marina Bay Street Circuit sedan 2008. Landet arrangerade de olympiska sommarspelen för ungdomar 2010. Fotboll är största sporten i landet och de har professionell liga med tio lag. Singapores herrlandslag i fotboll och Singapores damlandslag i fotboll är medlemmar i AFC och Fifa.

## Internationella rankningar
| Organisation                                | Undersökning                   | Rankning   |
| ------------------------------------------- | ------------------------------ | ---------- |
| Heritage Foundation/The Wall Street Journal | Index of Economic Freedom 2019 | 2 av 180   |
| Reportrar utan gränser                      | Pressfrihetsindex 2020         | 158 av 180 |
| Transparency International                  | Korruptionsindex 2020          | 3 av 180   |
| FN:s utvecklingsprogram                     | Human Development Index 2018   | 9 av 189   |